# Trischalis aureoplagiata
Trischalis aureoplagiata là một loài bướm đêm thuộc phân họ Arctiinae, họ Erebidae.